# Кладбище «Чунук-Баир»
Кладбище «Чунук-Баир» (англ. Chunuk Bair Cemetery) — воинское кладбище комиссии Содружества наций по уходу за военными захоронениями расположенное в районе бухты Анзак, на Галлипольском полуострове. На нём покоятся останки солдат Антанты погибших в Дарданелльской операции.

## Исторический фон
25 апреля 1915 года австралийские и новозеландские части десантировались в секторе бухты Анзак. Началась длительная 8-месячная военная кампания, кульминация которой наступила в августе. 6 августа началась высадка в заливе Сувла, одновременно с этим началось наступление на мысе Геллес и в секторе АНЗАК. Хребет Чунук-Баир был одной из главных целей наступающих. Атаку развивала новозеландская пехотная бригада, разбившись на две колонны, она двигалась вверх по долинам Сазли-Дере и Чаилак-Дере. В это время новозеландская конная стрелковая бригада зачищала предгорья. Новозеландская пехота поднялась на Рододендроновый отрог, где встретилась со стрелками 10-го гуркхского полка наступавшими с севера. Вскоре прибыло подкрепление в виде разведчиков 8-го батальона уэльского полка, 7-го батальона глостерширского полка, оклендского конного стрелкового полка и контингента маори. Веллингтонская пехота и часть глостерцев и валлийцев достигла вершины, где к ним присоединились оклендские пехотинцы и конные стрелки. Эти войска смогли отразить непрерывные турецкие атаки, после чего прибыло очередное подкрепление в составе солдат отагского пехотного батальона и Веллингтонского конного стрелкового полка. На левом фланге к хребту Чунук-Баир приблизились бойцы 6-го гуркхского полка и 6-го батальона южно-ланкаширского полка. Вечером 9 августа к хребту подтянулись последние подкрепления — 6-й батальон верноподданного (северо-ланкаширского) полка и часть 5-го батальона уилтширского полка. Но уже на следующее утро мощная контратака превосходящих сил противника под командованием Мустафы Кемаля сломила всякое сопротивление Союзников и отбросила их с большими потерями. Потеря хребта Чунук-Баир ознаменовала собой окончание попыток прорыва в секторе АНЗАК и привела к стабилизации фронта на этом участке вплоть до эвакуации контингента в декабре 1915 года.

## Описание
Кладбище было организовано только после наступления перемирия, на месте единичных захоронений солдат Союзников, которые создали турки. Оно расположено у подножья хребта и расположено вдоль дороги. Поскольку подавляющее большинство погибших опознано не было, кладбище представляет собой большую братскую могилу. Всего десять человек погребено в индивидуальных могилах и имеют надгробные камни — восьмеро новозеландцев, британский рядовой верноподданного (северо-ланкаширского) полка и хавильдар 10-го полка гуркхов. Пятиугольный некрополь с четырёх сторон опоясан кустарниковыми насаждениями, пятой стороной примыкает к дороге. Через дорогу расположен Новозеландский мемориал. Это один из четырёх национальных мемориалов на полуострове, призванных увековечить имена погибших воинов Новой Зеландии, и наиболее крупный из всех — на нём упомянуты 854 фамилии. Считается, что эти солдаты погибли в сражениях в этом районе, но так и не обрели собственной могилы.